# Biserica de lemn din Petru Vodă

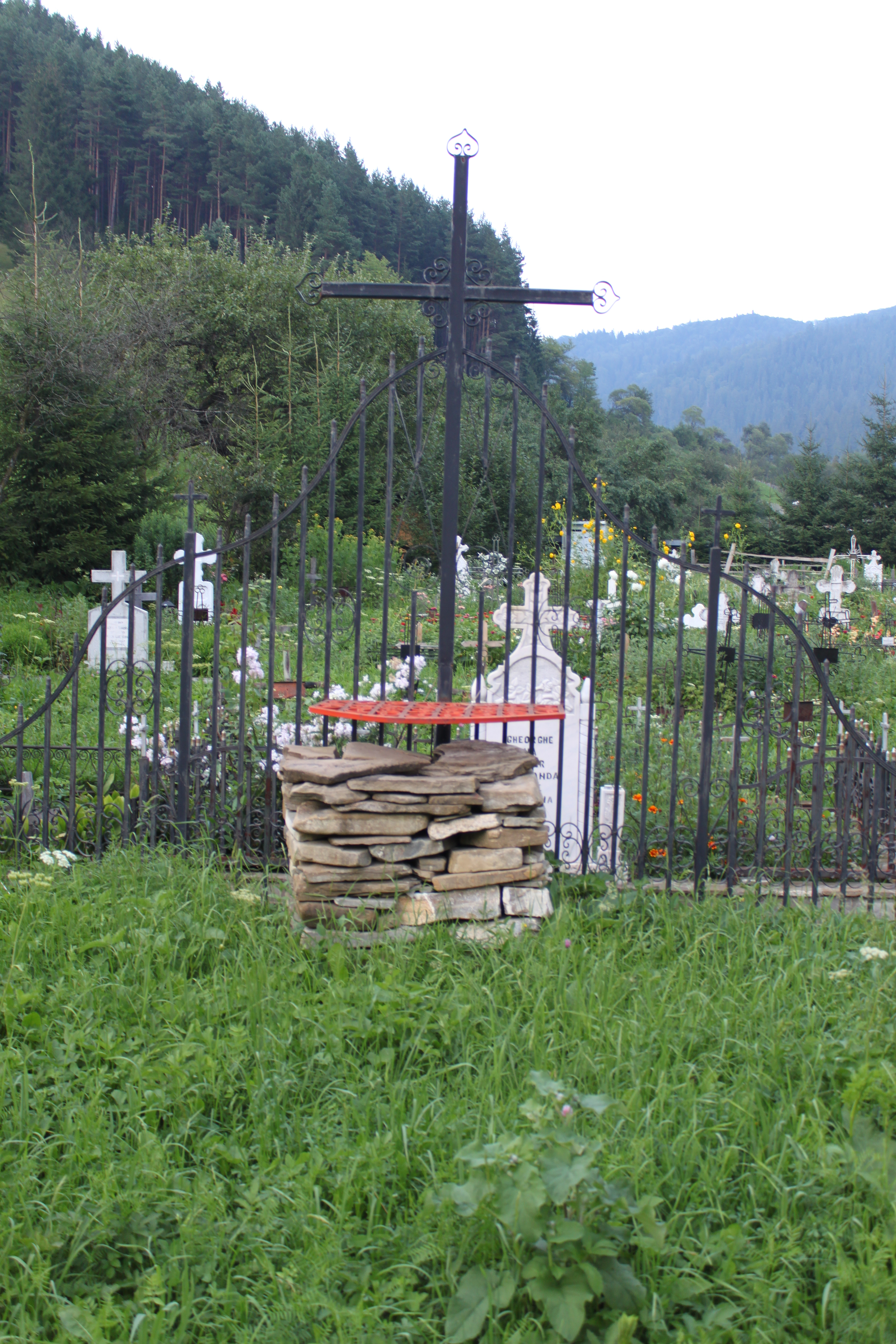
Locul altarului bisericii de lemn din Petru Vodă, marcat printr-o stivă de pietre

Biserica de lemn din Petru Vodă, comuna Poiana Teiului, județul Neamț, avea hramul "Sfântul Gheorghe". Fiind înlocuită de noua biserică de zid, vechea biserică de lemn nu se mai păstrează.